# Xã Normania, Quận Benson, Bắc Dakota
Xã Normania (tiếng Anh: Normania Township) là một xã thuộc quận Benson, tiểu bang Bắc Dakota, Hoa Kỳ. Năm 2010, dân số của xã này là 44 người.